# Hilde Pleyer
Hilde Pleyer, geborene Joseph (* 24. Mai 1923 in Großpetersdorf; † 23. August 2003 in Oberwart) war eine österreichische Politikerin (SPÖ). Pleyer vertrat die SPÖ von 1966 bis 1982 im Burgenländischen Landtag und von 1968 bis 1969 im Bundesrat.
Pleyer wurde als Tochter des Maurers Alexander Joseph aus Großpetersdorf geboren und besuchte die Volksschule in Großpetersdorf. Danach war sie als landwirtschaftliche Arbeiterin in einem landwirtschaftlichen Betrieb in Niederösterreich tätig und arbeitete ab 1939 als Ziegeleihilfsarbeiterin in der Ziegelei Großpetersdorf. Zwischen 1941 und 1942 war sie im Kanzleidienst der Ziegelei eingesetzt, 1942 arbeitete sie für den Reichsarbeitsdienst und von 1943 bis 1945 als Luftwaffen-Nachrichtenhelferin. Nach dem Ende des Zweiten Weltkriegs war sie erneut als Ziegelarbeiterin in Großpetersdorf beschäftigt und wirkte dort zusätzlich als Betriebsrätin. Sie war Zahlstellenleiterin der Gewerkschaft für Bau- und Holzarbeiter und besuchte von 1951 bis 1952 die Otto Möbes-Wirtschaftsschule in Graz. Danach arbeitete sie von 1953 bis 1966 für das Arbeitsamt Oberwart. 
Pleyer war ab 1954 als Gemeinderätin der SPÖ in Großpetersdorf aktiv und hatte von 1982 bis 1987 das Amt der Vizebürgermeisterin inne. Sie rückte am 27. April 1966 für Franz Babanitz als Abgeordnete in den Landtag nach und gehörte diesem zunächst bis zum 17. April 1968 an. Nach der Landtagswahl im Burgenland 1968 wurde sie am 24. April 1968 in den Bundesrat gewählt, schied jedoch bereits am 7. Juli 1969 wieder aus dem Bundesrat aus und rückte am 14. Juli 1969 erneut, diesmal für Franz Böröczky, in den Landtag nach. Pleyer gehörte in der Folge bis zum 29. Oktober 1982 dem Landtag an. Sie war zudem ab 1950 Mitglied des Bezirksfrauenvorstandes des Bezirkes Oberwart, ab 1953 Bezirksfrauenvorsitzende und hatte von 1960 bis 1964 das Amt der  Landesvorsitzenden der Sozialistischen Frauen des Burgenlandes inne. 